# Yonnhy Liscano
Yonnhy Liscano es un político venezolano. Fue electo como alcalde del municipio Ayacucho, estado Táchira, en las elecciones regionales de 2021 con el apoyo de la coalición de la Alianza Democrática. Liscano detenido el 20 de junio de 2024 y acusado de corrupción. Fue uno de los alcaldes que expresaron su apoyo por la candidatura opositora de Edmundo González en las elecciones presidenciales del mismo año, y fue el primer alcalde en ser detenido en 2024.